# Veretillum malayense
Veretillum malayense är en korallart som beskrevs av Sydney John Hickson 1916. Veretillum malayense ingår i släktet Veretillum och familjen Veretillidae. Inga underarter finns listade i Catalogue of Life.